# Andre (película)
Andre es una película de comedia dramática estadounidense de 1994 dirigida por George T. Miller y protagonizada por Tina Majorino sobre el encuentro de un niño con una foca. Se trata de una adaptación del libro Una foca llamada Andre, que a su vez se basó en una historia real. Se rodó en Vancouver y Misisippi.

## Trama
La historia de la foca Andre está basada en hechos reales.
En el año 1962 llega al puerto una pequeña y huérfana foca. El capitán del puerto, un enamorado del mundo animal, decide adoptarla y llevarla a vivir con su familia. Con el paso del tiempo, Andre se hace mayor y cada vez tiene más apetito, lo que propicia un problema con los pescadores de Rockport. La solución llega con otro negocio: la televisión, donde sacarán partido de las graciosas habilidades de Andre.

## Elenco
- Tina Majorino como Toni Whitney
- Keith Carradine como Harry Whitney
- Campo de Chelsea como Thalice Whitney
- Aidan Pendleton como Paula Whitney
- Shane Meier como Steve Whitney
- Keith Szarabajka como Billy Baker
- Joshua Jackson como Mark Baker
- Shirley Broderick como la Sra. McCann
- Andrea Libman como Mary May
- Joy Coghill como Betsy
- Gregory Edward Smith como Bobby
- Tory como Andre, basado en el sello real Andre the Seal
- Jay Brazeau como Griff Armstrong

## Recepción
Rotten Tomatoes le otorga a Andre un índice de aprobación del 50% con una calificación promedio de 5,6/10, basada en 18 reseñas.
Taquillas
La película debutó en el puesto 10.